# 카를 테오도어 폰 바이에른 선제후
카를 필리프 테오도어(Karl Philipp Theodor, 1724년 12월 11일 ~ 1799년 2월 16일)는 비텔스바흐가의 분가 팔츠줄츠바흐 출신의 귀족이다. 그는 6살의 나이로 1733년 부친 요한 크리스티안의 사망으로 줄츠바흐 궁정백이 되었고 츠바이브뤼켄 궁정백 볼프강을 같은 조상으로 둔 그의 친척인 팔츠 선제후 카를 3세 필리프의 사망으로, 그는 18살의 나이로 1742년 팔츠 선제후가 되었으며 이후 50대의 나이로, 그는 1777년에 또 다른 친척이자 바이에른 공작 루트비히 2세를 같은 조상으로 둔 바이에른 선제후 막시밀리안 3세 요제프의 사망으로 바이에른 선제후가 되었다.